# Kiwerce
Kiwerce (ukr. Ківерці) – miasto na Ukrainie i dawna stolica rejonu, obecnie znajduje się w rejonie łuckim obwodu wołyńskiego. Leży na Wołyniu.
Węzeł kolejowy.

## Historia
Kiwerce założono w 1870 w związku z budową linii kolejowej Żytomierz-Kowel i do dziś to miasto jest ważnym węzłem kolejowym. W Kiwercach od głównej trasy kolejowej odchodzi także odnoga prowadząca do pobliskiego Łucka.
W okresie II Rzeczypospolitej Kiwerce były siedzibą gminy wchodzącej w skład powiatu łuckiego. W 1923 r. erygowana została Parafia Najświętszego Serca Jezusowego w Kiwercach. Miejscowość była siedzibą gminy Kiwerce.
W dniach 14–15 września 1939 r. w Kiwercach zorganizowana została Samodzielna Kompania Czołgów R-35.
Podczas okupacji niemieckiej dla żydowskich mieszkańców miejscowości utworzono getto. 25 maja 1942 roku Sicherheitsdienst wraz z 1. zmotoryzowanym plutonem żandarmerii z Łucka i ukraińską policją rozstrzelało Żydów w liczbie 270.
Podczas rzezi wołyńskiej do Kiwerc ściągali polscy uchodźcy z eksterminowanych przez UPA wsi, licząc na ochronę załogi niemieckiej. 13 czerwca 1943 ksiądz Kazimierz Batowski pochował we wspólnej mogile na cmentarzu 150 Polaków zamordowanych przez UPA w okolicznych koloniach. Pod koniec lipca 1943 węgierska i holenderska ochrona stacji kolejowej w Kiwercach wraz z niemieckimi posiłkami z Łucka odparła atak UPA na Kiwerce. Ujęto i rozstrzelano 30 upowców oraz towarzyszącego im ukraińskiego duchownego.
W czasie II wojny światowej w mieście miał swoją siedzibę Obwód Armii Krajowej Kiwerce. Czasowo stacjonowała tu także część 202 batalionu policyjnego złożonego z Polaków; pododdział ten zdezerterował i przyłączył się do samoobrony Przebraża.
W 1945 roku zaczęto wydawać gazetę.
Prawa miejskie Kiwerce otrzymały w 1951.
W 1989 liczyło 16 722 mieszkańców.
W 2013 liczyło 14 611 mieszkańców.
Współcześnie w Kiwercach znajduje się stacja kolejowa, dwie cerkwie prawosławne (patriarchatu moskiewskiego i patriarchatu kijowskiego), kościół rzymskokatolicki i kościół ewangelicki.

## Urodzeni w Kiwercach
- Olga Bielska – polska aktorka
- Edmund Malinowski – polski nauczyciel, żołnierz, powstaniec warszawski
- Zdzisław Nikodem – polski śpiewak operowy, tenor
- Danuta Wierzbicka – polska stomatolog i polityk, posłanka na Sejm III RP I kadencji
- Janusz Wąsowicz – polski historyk sztuki, były dyrektor Muzeum Narodowego w Gdańsku
- Henryk Zalewski – polski ekonomista
- Zbigniew Załuski – polski pisarz, eseista i scenarzysta filmowy

## Galeria

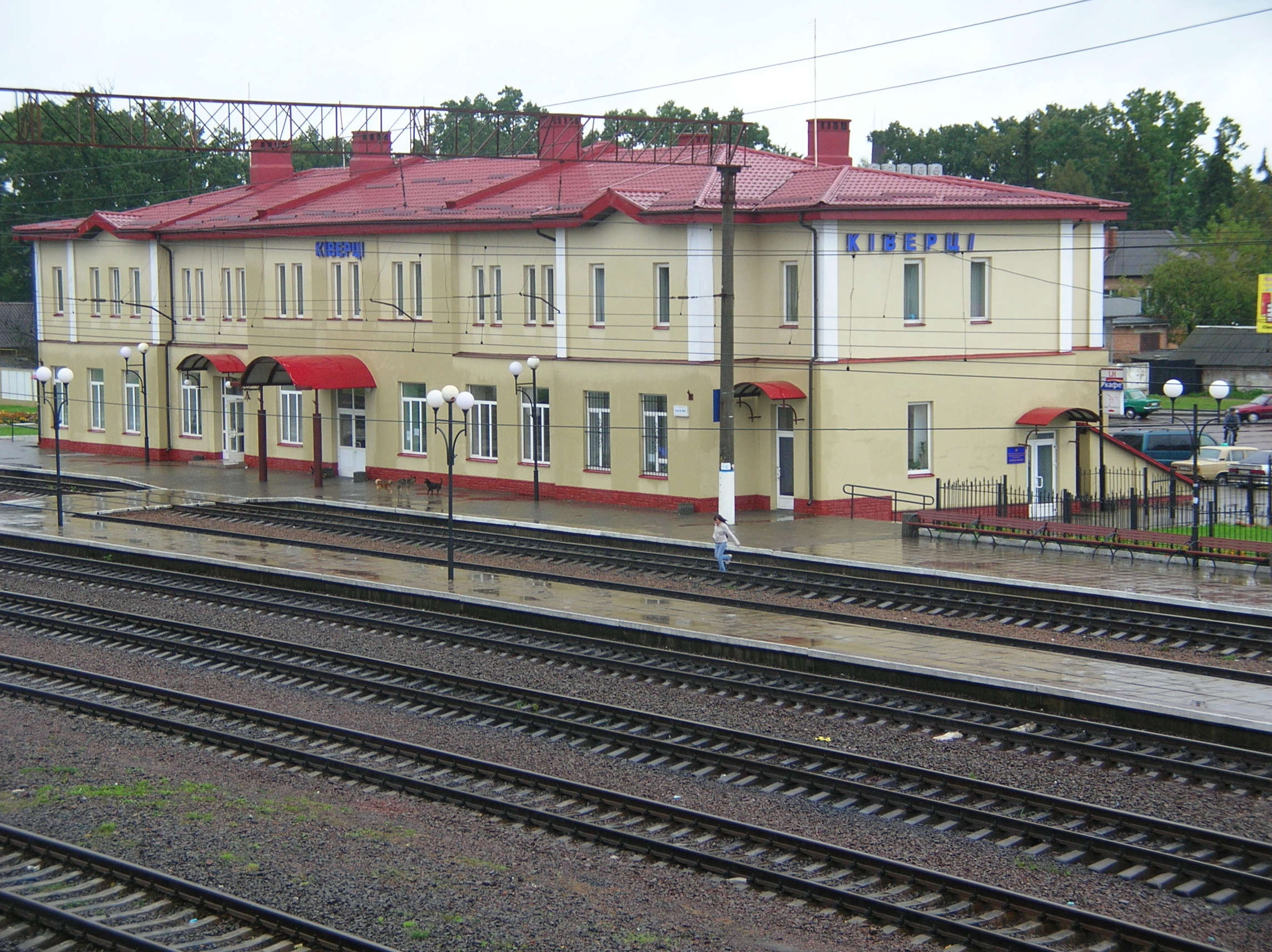
Dworzec kolejowy
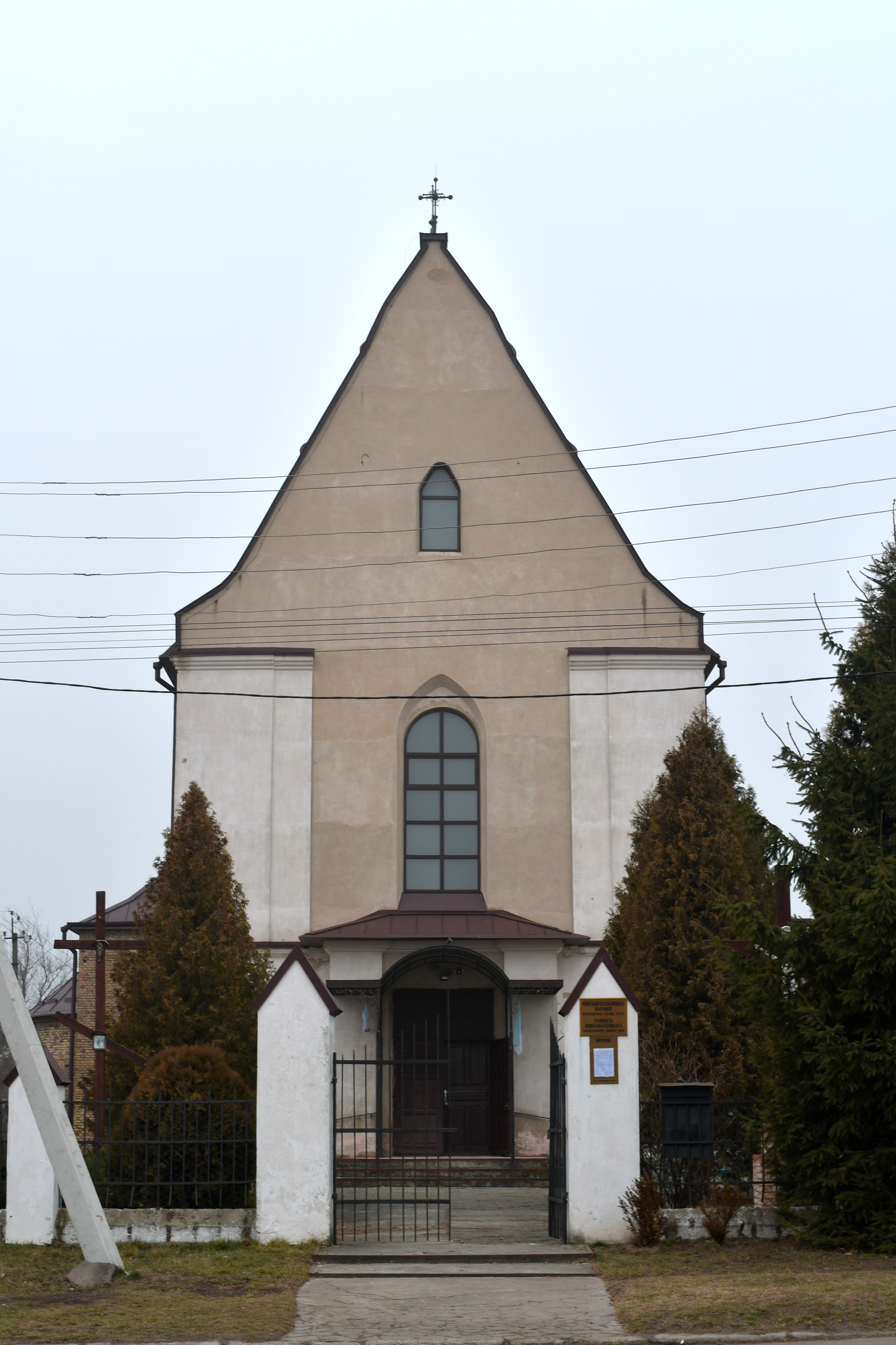
Kościół Najświętszego Serca Jezusowego
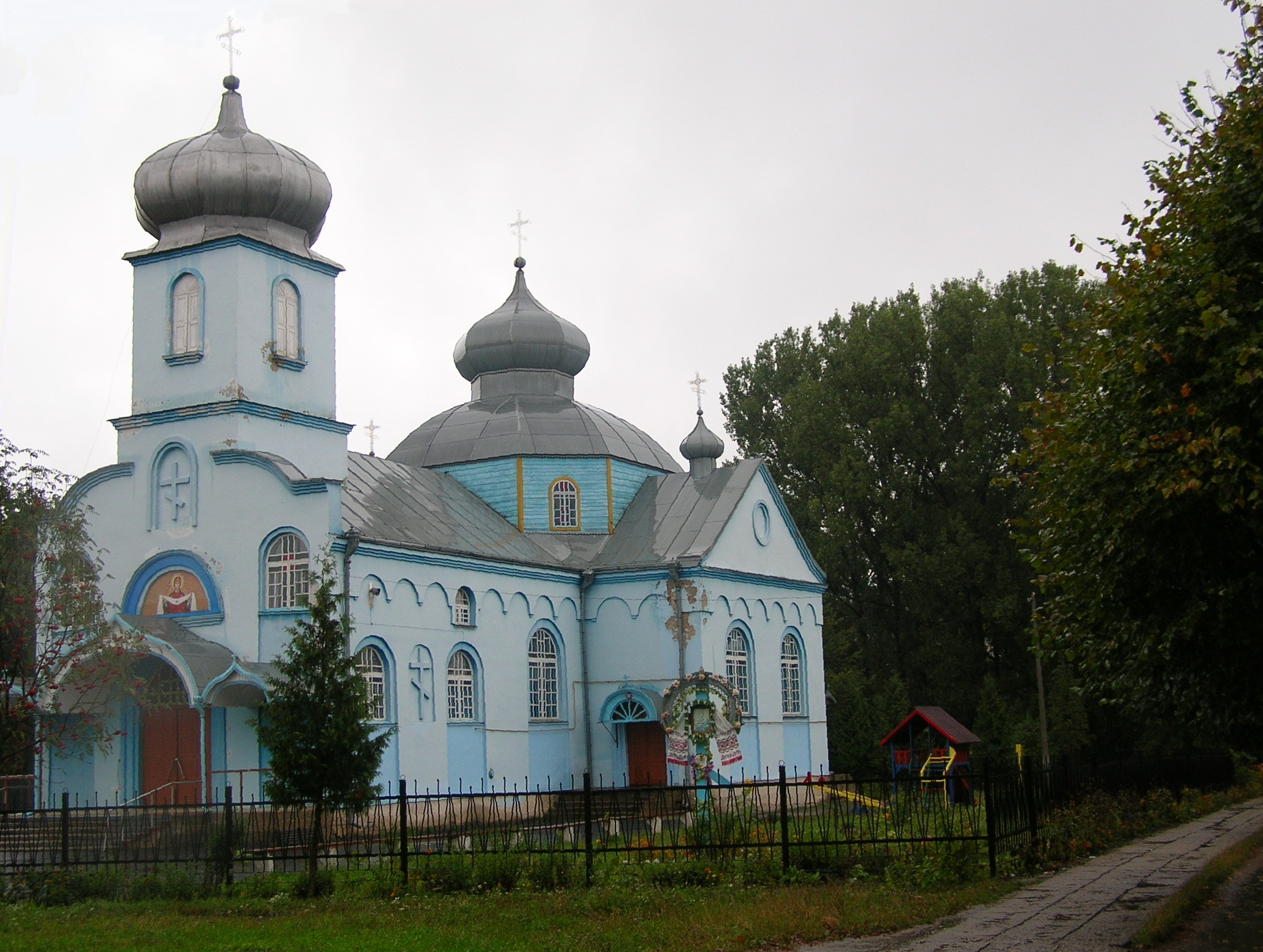
Cerkiew patriarchatu kijowskiego
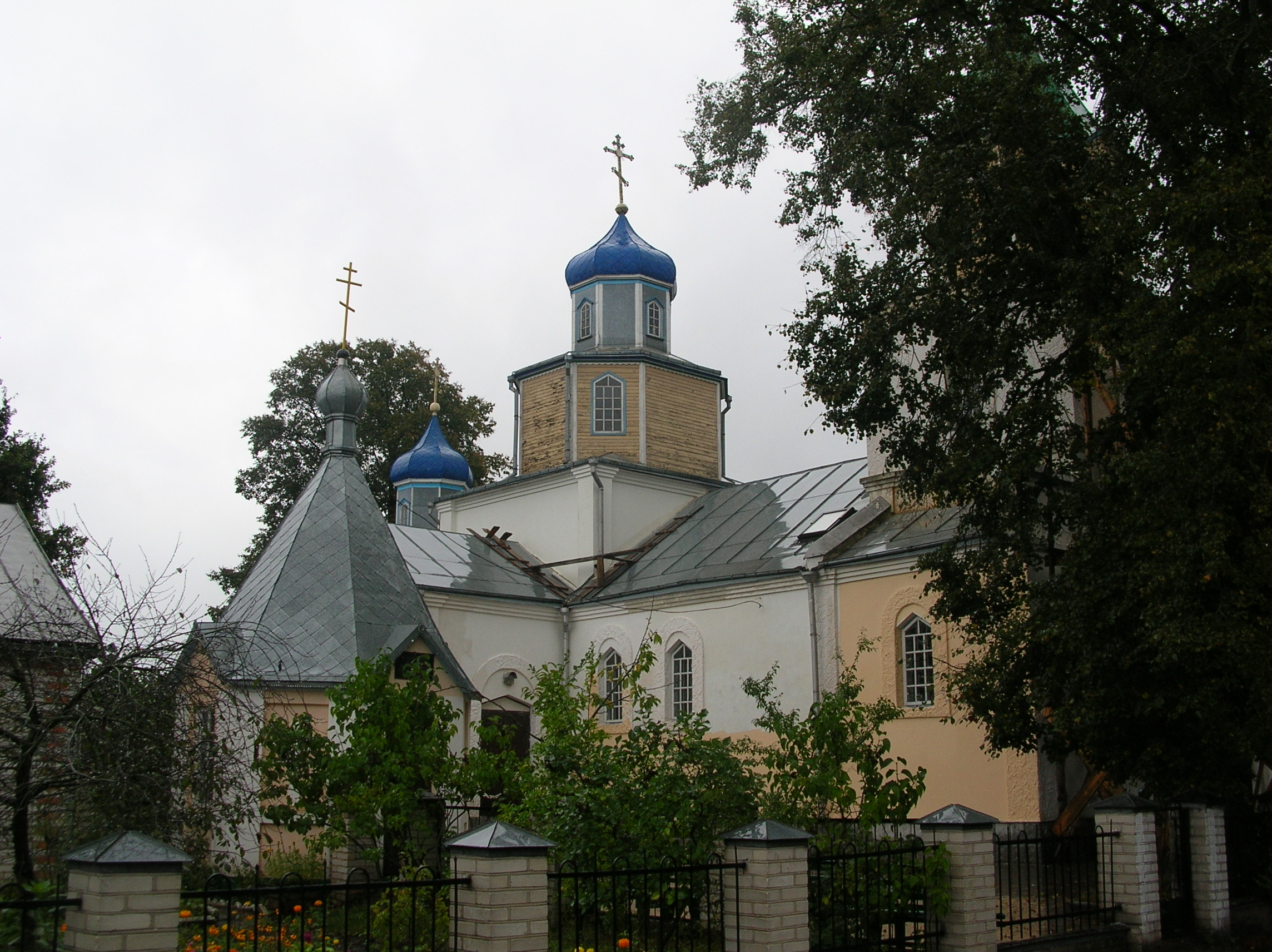
Cerkiew patriarchatu moskiewskiego